# Phare d'Užava
Le phare d'Užava (en letton : Užavas bāka) est un phare actif qui est situé à Užava dans la municipalité de Ventspils, sur le littoral de la mer Baltique, dans la région de Kurzeme en Lettonie. Il est géré par les autorités portuaires de Ventspils.
Il est considéré comme monument culturel de Lettonie  depuis le 5 septembre 2005.

## Histoire
Le premier phare, très semblable à l'actuel, a été mis en service en 1879. Pendant la Première Guerre mondiale il a été presque complètement détruit par des obus d'artillerie. Après la guerre, une tour temporaire en bois avec une alarme a été installée juste à côté. Les travaux de reconstruction de la tour du phare furent terminés en 1925. Il a été de nouveau légèrement endommagé durant la Seconde Guerre mondiale.
Le phare se trouve dans un endroit isolé, sur une dune de 28 mètres de haut, menacée en permanence par l'érosion des vagues de la mer Baltique. Pour cette raison, le premier renforcement côtier, un mur épais de rondins avait été construit pour fixer l'emplacement du phare en 1910. Plus tard, le premier ouvrage a été complété par des paniers tressés remplis de gravier, et de gros rochers pour absorber l'énergie des vagues. Actuellement, la base du phare est protégée par une armure de roche.

## Description
Le phare est une tour cylindrique en brique de 19 mètres de haut, avec galerie et lanterne, attenante à une résidence de gardien. Il émet, à une hauteur focale de 41 mètres, un long éclat blanc toutes les 4 secondes. Sa portée nominale est de 15 milles nautiques (environ 28 km).
Il se trouve sur un promontoire sableux à environ 24 km au sud-ouest de Ventspils. Le phare se visite en semaine.
Identifiant : ARLHS : LAT-016 - Amirauté : C-3448 - NGA : 12140 - Numéro Lettonie : UZ-650 .

## Caractéristique duFeu maritime
Fréquence : 10 secondes (W)
- Lumière : 1.5 secondes
- Obscurité : 2.5 secondes
- Lumière : 1.5 secondes
- Obscurité : 4.5 secondes

|          |
| Lettonie |

|          |
| Le phare |

### Lien connexe
- Liste des phares de Lettonie